# Morgantown (Nyugat-Virginia)
Morgantown város Monongalia megye központja, mely Nyugat-Virginiában, a Monongahela folyó mentén fekszik, a legnagyobb település Észak-Közép Nyugat-Virginiában. Itt található a Nyugat-Virginiai Egyetem.
A 2010-es népszámlálás adatai szerint lakossága 29 660 fő.

## Sportélete
| Csapat                     | Sport            | Bajnokság                                 | Aréna                      |
| -------------------------- | ---------------- | ----------------------------------------- | -------------------------- |
| West Virginia Mountaineers | amerikai futball | NCAA Division I Football Bowl Subdivision | Milan Puskar Stadium       |
| West Virginia Black Bears  | baseball         | MLB Draft League                          | Monongalia County Ballpark |
| West Virginia Mountaineers | kosárlabda       | NCAA Division I                           | WVU Coliseum               |

## Testvérvárosok
- Guanajuato, Mexikó